# Werner Blankenburg
Werner Blankenburg, född 19 juni 1905 i Caputh, död 28 november 1957 i Stuttgart, var en tysk nazistisk ämbetsman och SA-Oberführer. Som chef för avdelning IIa inom Führerkansliet var han Viktor Bracks ställföreträdare och en av de ansvariga för Aktion T4 och Operation Reinhard. Blankenburg var även involverad i experiment med sterilisering genom röntgen som genomfördes i Auschwitz.